# 亨利·史密斯
亨利·史密斯（英語：Henry Smith；1969年5月14日—）是一位英格蘭政治人物，他的黨籍是保守黨。自2010年開始，他擔任克勞利選區選出的英國下議院議員。他畢業於倫敦大學學院。